# Ghiacciaio Gillespie
Il Ghiacciaio Gillespie è un piccolo ghiacciaio tributario antartico, situato subito a sudovest del Monte Kenyon, che fluisce dal versante occidentale delle Cumulus Hills, per andare a confluire nel Ghiacciaio Shackleton, nei Monti della Regina Maud, in Antartide.
La denominazione è stata assegnata dall'Advisory Committee on Antarctic Names (US-ACAN) in onore di Lester F. Gillespie, meteorologo dell'United States Antarctic Research Program (USARP) alla Base Amundsen-Scott durante l'inverno 1962.